# Fischerbach
Fischerbach è un comune tedesco di 1 766 abitanti, situato nel land del Baden-Württemberg.